# Xenopsylla trispinis
Xenopsylla trispinis är en loppart som beskrevs av James Waterston 1911. Xenopsylla trispinis ingår i släktet Xenopsylla och familjen husloppor.

## Underarter
Arten delas in i följande underarter:
- X. t. trispinis
- X. t. tenuis